# Tomomi Mochizuki
Tomomi Mochizuki (japanska: 望月 智充, Mochizuki Tomomi?), född 31 december 1958 på Hokkaido, är en japansk regissör av animerad film. Han blev känd åren runt 1990 som regissör på bland annat Ranma ½, Kimagure Orange Road och Studio Ghibli-filmen Jag kan höra havet.

## Biografi

### Bakgrund och tidig karriär
Under studietiden på Tokyos Wasedauniversitet blev Mochizuki medlem i universitetets animationsförening. 1981 började han arbeta för animationsstudion Ajiadō, där han året gjorde egentlig regissörsdebut som ansvarig för fem avsnitt av TV-serien Tokimeki Tonight. Därefter regisserade han flera mahō shōjo-serier ("magiska flickor"), inklusive Mahō no Tenshi Creamy Mami. 1986 avancerade Mochizuki till positionen som en av studions chefsregissörer, i samband med produktionen av Hikari no densetsu.

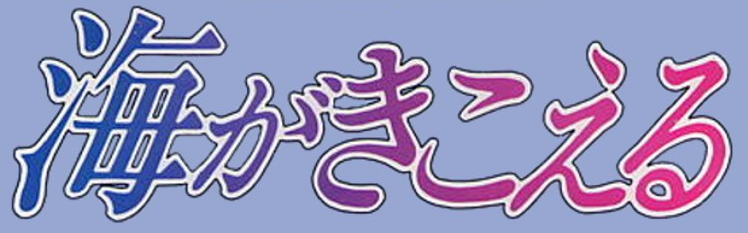
Japanska titeln för Jag kan höra havet (1993), en TV-film från Studio Ghibli där Mochizuki både bidrog med regi och ledmotiv.

Mochizuki blev känd åren runt 1990 som regissör av Ranma ½, Kimagure Orange Road och Studio Ghibli-filmen Jag kan höra havet. Den sistnämnda filmen var en "novellfilm" för TV, något ovanligt för studion. Den utarbetades samtidigt som Mochizuki höll på med den ambitiösa OVA-produktionen Koko wa Greenwood, vilket ledde till en tillfällig sjukskrivning för Mochizuki, på grund av stressymptom. Koko wa Greenwood (en sex avsnitt lång OVA-serie, på engelska betitlad Here is Greenwood) beskrevs av Anime News Networks recensent Justin Sevakis som "en både underhållande och varmhjärtad komedi med ömsinta rollfigurer och fullt med inspirerade scener".

### Senare år
Senare har Tomomi Mochizuki bland annat stått för regin på TV-serierna Futatsu no Spica (2003) och Zettai Shōnen (2005). Han regisserade även 2008 års World Masterpiece Theater-serie Porfy no nagai tabi, liksom noitaminA-serien Sarai-ya goyō från 2010. Sarai-ya goyō (engelska: House of Five Leaves) baserades på Natsume Onos hyllade manga. Den här lågmälda samurajserien animerades i en mörk färgskala, vilket var ett medvetet drag från regissören:
| ”                        | Jag strävade efter en realistisk känsla. Jag ville göra ett historiskt drama som såg ut och kändes så verklig som möjligt. | „ |
| – Tomomi Mochizuki, 2012 | |   |

Tomomi Mochizuki varierar än idag mellan uppdrag som regissör, manusförfattare och samordnare för olika TV-serier. 2013 skrev han manus till den nya säsongen av fantasyanimen Rozen Maiden.

### Övrigt
Mochizuki är gift med animatören Masako Gotō. Han använder ibland pseudonymen Gō Sakamoto (japanska: 坂本 郷, Sakamoto Gō?) när han skriver manus eller arbetar med bildmanus.

## Filmografi (urval)
- 1979 – Doraemon (TV) – bildmanus
  - 1981 – Urusei yatsura (TV) – avsnittsregi (# 149,154)
  - 1982 – Ninjaman ippei (TV) – avsnittsregi
  - 1982 – Tokimeki Tonight (TV) – regi, avsnittsregi (# 14,23,27,31,34)
  - 1983 – Mahō no Tenshi Creamy Mami (TV) – avsnittsregi
  - 1985 – Touch (TV) – avsnittsregi
  - 1985 – Onegai! samia don (TV) – avsnittsregi
  - 1985 – Kimagure Orange Road: Shonen Jump Special – regi
  - 1986 – Maison Ikkoku (TV) – avsnittsregi
  - 1986 – Hikari no densetsu (TV) – regi
  - 1987 – Kimagure Orange Road (TV) – avsnittsregi
  - 1987 – ESPer Mami (TV) – bildmanus, avsnittsregi
  - 1987 – Twilight Q (del 1: "Reflection toki no musubime") – regi'
  - 1988 – Maison Ikkoku: Kanketsuhen (film) – regi, manus
  - 1988 – Kimagure Orange Road: Ano hi ni kaeritai – regi
  - 1989 – Ranma ½ (TV) – regi (säsong 1)
  - 1989 – Chinpui (TV) – bildmanus, avsnittsregi
- 1990 – Fujiko F Fujio no SF Tanpen Theater (OVA) – avsnittsregi, bildmanus
- 1990 – Licca-chan Fushigina Fushigina Yunia Monogatari (OVA) – manus
- 1991 – Koko wa Greenwood (OVA) – regi, manus
- 1992 – Ai monogatari (OVA) – avsnittsregi
- 1993 – Nintama Rantaro (TV) – manus, bildmanus, avsnittsregi
- 1993 – Jag kan höra havet (TV-film) – regi, ledmotiv
- 1994 – Tanjō ~Debut~ (OVA) – regi
- 1995 – Dirty Pair Flash 2 & 3 (OVA) – regi, bildmanus
- 1996 – Yuusha Shirei Dagwon (TV) – regi
- 1996 – Boku no Marie (OVA) – regi, bildmanus
- 1996 – Wankorobee (TV) – regi
- 1997 – Yakumo tatsu (OVA) – regi, bildmanus
- 1998 – Fancy Lala (TV) – idé, manus (9 avsnitt)
- 1998 – Princess Nine (TV) – regi
- 1998 – Seraphim Call (TV) – regi, bildmanus (# 2, 5-6, 11-12)
  - 2002 – Yokohama kaidashi kikō: Quiet Country Cafe (OVA) – regi, manus, bildmanus
  - 2003 – Tetsuwan Atom (TV) – bildmanus
  - 2003 – SD Gundam Force (TV) – avsnittsregi
  - 2003 – Futatsu no Spica (TV) – regi, samordning, manus/bildmanus (6 avsnitt), avsnittsregi
  - 2005 – Zettai Shōnen (TV) – regi, bildmanus (10 avsnitt)
  - 2006 – Shinigami no Ballad (TV) – regi, bildmanus (# 1-2, 4, 6), avsnittsregi (# 4,6)
  - 2007 – Oshare Majo Love & Berry: Shiawase no Mahō (film) – regi, bildmanus
  - 2008 – Porfy no nagai tabi (TV) – regi
- 2010 – Sarai-ya goyō (TV) – regi, manus (# 1-12), bildmanus/avsnittsregi (# 1,12)
- 2011 – Mashiroiro Symphony - The color of lovers (TV) – bildmanus
- 2012 – Uchū kyōdai (TV) – bildmanus (7 avsnitt)
- 2013 – Rozen Maiden – Zurückspulen (TV) – samordning, manus (# 1-13)

Källor: